# كارل توماس (مغني)
كارل توماس (بالإنجليزية: Carl Thomas)‏ هو مغني أمريكي، ولد في 15 يونيو 1972 في أورورا في الولايات المتحدة.

## وصلات خارجية
- الموقع الرسمي
- كارل توماس على موقع IMDb (الإنجليزية)
- كارل توماس على موقع ميوزك برينز (الإنجليزية)
- كارل توماس على موقع أول ميوزيك (الإنجليزية)
- كارل توماس على موقع ديسكوغز (الإنجليزية)